# Redekin
Redekin là một đô thị thuộc huyện Jerichower Land, bang Sachsen-Anhalt, Đức. Đô thị Redekin có diện tích 19,21 km², dân số thời điểm ngày 31 tháng 12 năm 2006 là 680 người.